# Acrocercops argyrosema
Acrocercops argyrosema là một loài bướm đêm thuộc họ Gracillariidae. Nó được tìm thấy ở Queensland.